# 黎芳 (攝影師)
黎芳（1838年或1839年—1890年4月19日），中国摄影师，其创立的“华芳映相楼”位于香港皇后大道，是香港最早期的照相馆之一。黎芳被誉为是十九世纪最重要的中国摄影师之一。

## 生平

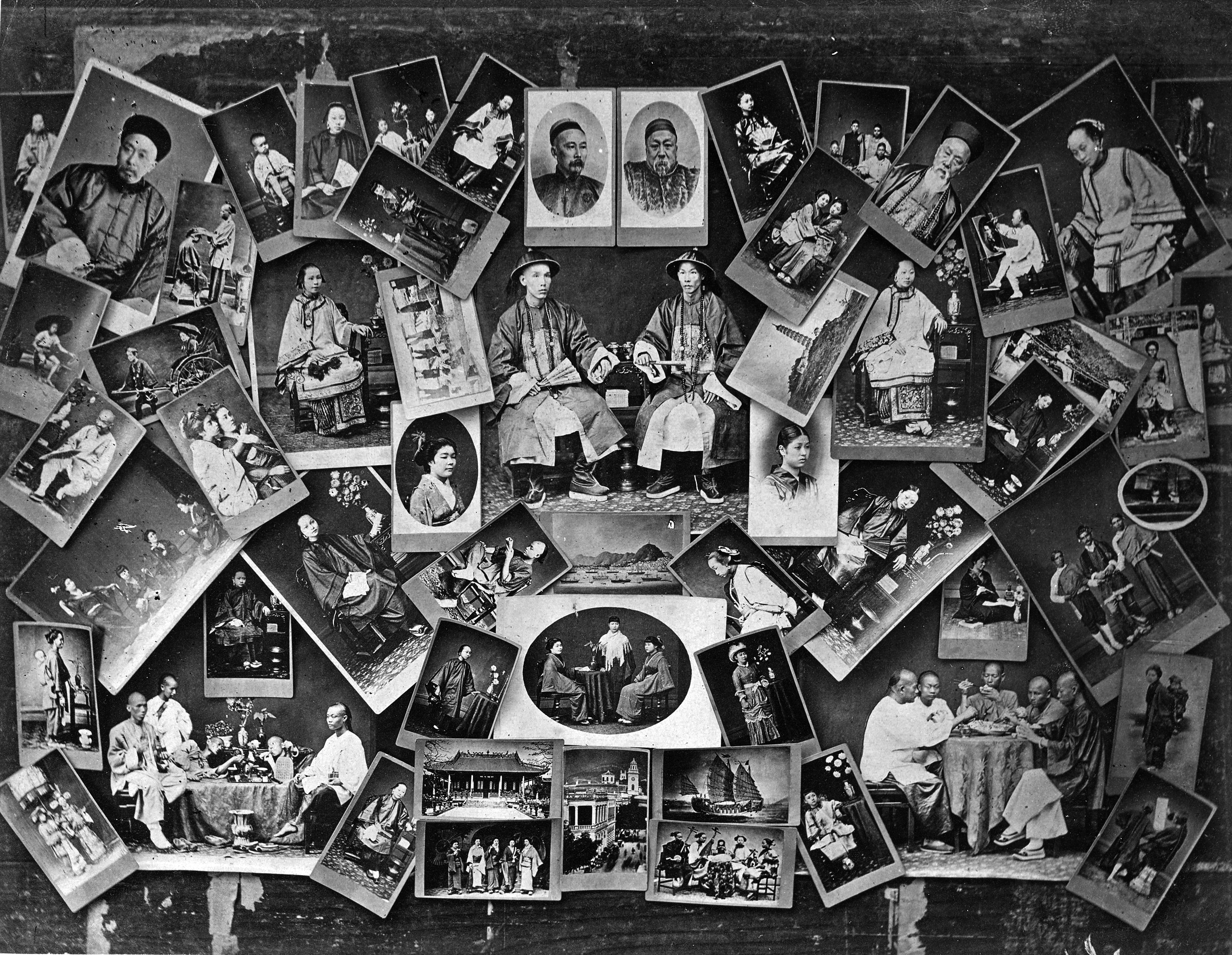
黎芳照相馆的照片墻

黎芳的照相馆从1859年经营到1941年，连续营业了82年之久。其子黎乙真大概于19世纪90年代开始继承父业。黎芳的摄影主题范围有人物肖像、世俗生活、风土人情、城市景观、自然风景。黎芳的作品受到当时在中国工作的苏格兰摄影师约翰·汤姆逊赞扬，汤姆逊在自己的著作《十载游记──马六甲海峡、中南半岛与中国》中对阿芳赞扬有加，称赞黎芳“有好的艺术修养，有高超的艺术鉴赏力”。阿芳的摄影技术完全学习于西方，但他的摄影作品体现出了深厚的传统中国文人气息，既有对古代绘画大师风格的借鉴，又有艺术家的内在精神。根据他的许多摄影作品可以看出，他是堅尼地和阿列克赛·亚历山大罗维奇的摄影师。

## 摄影作品
- 三寸金莲
- 鸦片吸食者
- 广州六榕寺
- 广州的戎克船
- 厦门鼓浪屿全景
- 广州的一条商业街
- 詹世钗
- 一位老者的留影

影集見：
- 《北京和周邊》
- 《主要是中國景觀照片的相冊》
- 《阿芳攝影集》
- 《上海和其他中國城市的照片》
- 《中國的人和景》